# Sidney Franklin (Torero)

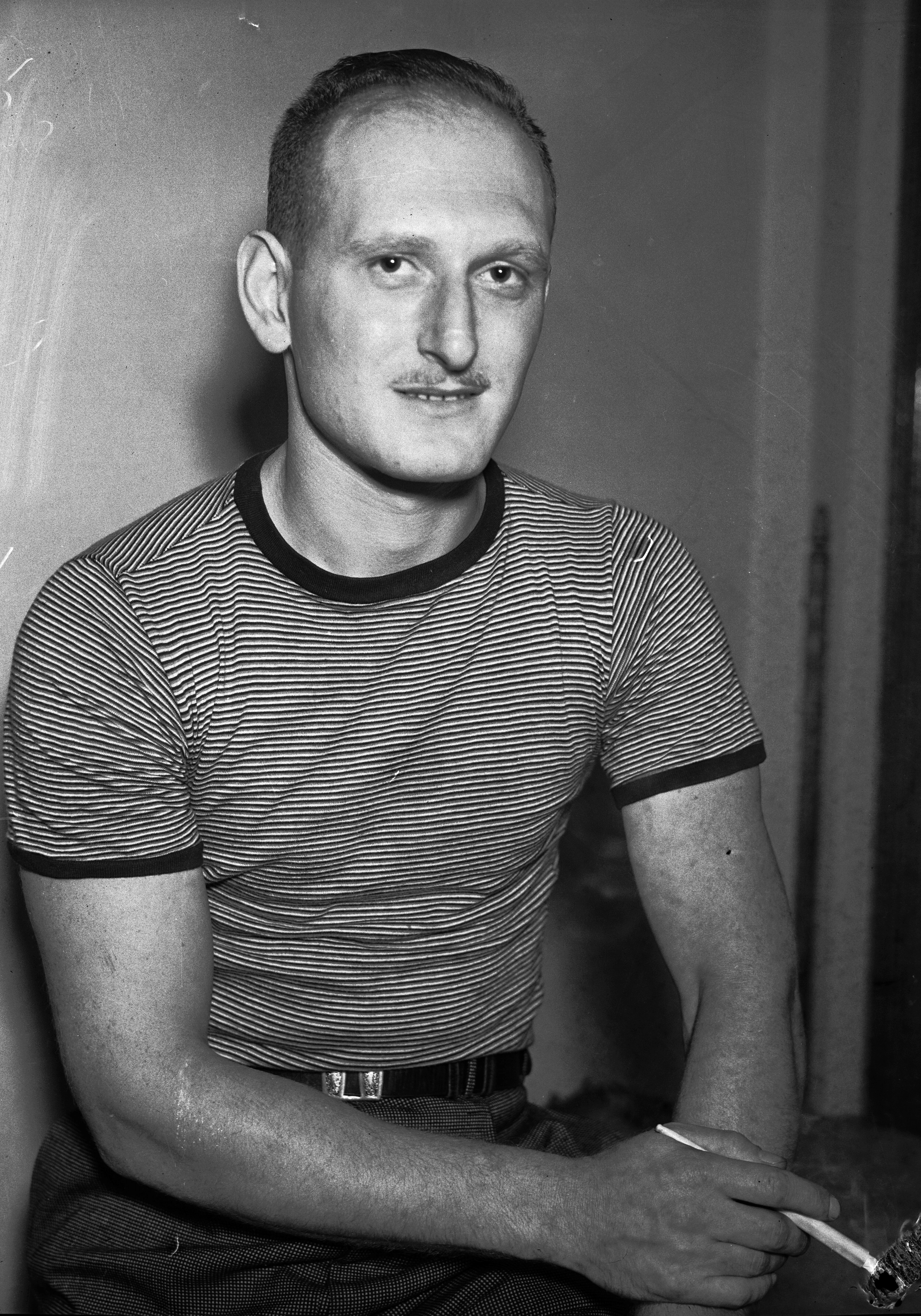
Sidney Franklin (1932)

Sidney Franklin (* 11. Juli 1903 in New York City als Sidney Frumkin; † 26. April 1976 ebenda) war ein US-amerikanischer Torero (genannt El Yanki), der Erfolge in Lateinamerika und Spanien feierte.

## Leben
Franklin wuchs als fünftes von neun Kindern russisch-jüdischer Immigranten im Stadtviertel Flatbush in Brooklyn auf. Die Familie war orthodox, der Vater arbeitete als Polizist. Sidney besuchte ein Wirtschaftsgymnasium (commercial high school), bevor er sich an der Columbia University einschrieb, wo er Angewandte Kunst studierte. Anschließend eröffnete er ein Geschäft für Siebdruck-Plakate.
Nach einem Zerwürfnis mit seinem Vater entschloss er sich im Juni 1922, nach Mexiko zu gehen, um dort die Geschichte der Maya zu studieren. In Veracruz betrieb er zunächst erneut einen Handel mit Plakaten. Als er seinen ersten Stierkampf sah, war er so fasziniert, dass er selbst Stierkämpfer werden wollte. Der Wunsch des Amerikaners stieß auf große Skepsis bei Einheimischen.
Seinen ersten Kampf hatte Franklin am 23. September 1923 in Mexiko-Stadt. Er wurde verwundet aus der Arena getragen, kehrte aber bandagiert zurück und tötete schließlich den Stier. Das war der Beginn einer Karriere, in der er ein bewunderter Torero werden sollte, der in vielen Stierkampfarenen der Welt auftrat.
1929 ging Franklin nach Spanien und nahm dort als erster Amerikaner überhaupt an einer Corrida teil. Schon bei seinem ersten Kampf in Sevilla beeindruckte der hochgewachsene, beinahe zwei Meter große Franklin die Zuschauer, es dauerte aber mehr als fünfzehn Jahre, bis er sich beim spanischen Publikum endgültig durchgesetzt hatte und als Matador gefeiert wurde. In der Zwischenzeit bestritt er auch Kämpfe in Mexiko, Kolumbien, Panama und Portugal.

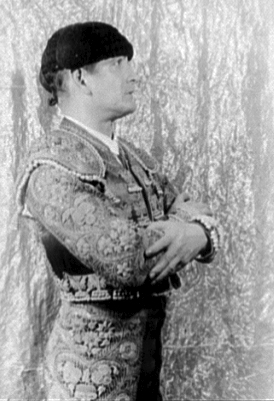
Sidney Franklin im Jahr 1951, fotografiert von Carl van Vechten

Anfang der 1930er-Jahre lernte Franklin den Schriftsteller Ernest Hemingway kennen, einen großen Bewunderer des Stierkampfs, und freundete sich mit ihm an. In Tod am Nachmittag beschrieb Hemingway Franklin 1932 als einen der talentiertesten Toreros in Spanien. Später kühlte sich das Verhältnis der beiden ab, weil Franklin während des Spanischen Bürgerkriegs die nationalistischen Kräfte von Francisco Franco unterstützte. Ebenfalls im Jahr 1932 hatte Franklin einen Auftritt an der Seite von Eddie Cantor in der amerikanischen Filmkomödie Der falsche Torero, die im Stierkampfmilieu spielt.
Franklin wurde während seiner Stierkampfkarriere wiederholt schwer verletzt. So erfasste ihn im Jahr 1930 das Horn eines sterbenden Stiers und durchbohrte seinen Unterleib. Anschließend musste er sich mehreren Operationen unterziehen.
Nach Ende seiner Karriere als Torero kehrte Franklin in die USA zurück. 1952 veröffentlichte er seine Autobiografie unter dem Titel Bullfighter from Brooklyn, eine in vielen Aspekten geschönte Beschreibung seines Lebens. Er starb 1976 im Alter von 72 Jahren vergessen in einem Pflegeheim in Greenwich Village in seiner Heimatstadt New York.
Sidney Franklin war homosexuell, was er viele Jahre verbergen konnte.

## Schriften
- Bullfighter from Brooklyn. An Autobiography of Sidney Franklin. Prentice-Hall, New York 1952.